# Интервентна радиологија
Интервентна радиологија је скуп дијагностичких и терапијских процедура у току којих при извођењу радиолог утиче на морфолошко и/или функционално стање леченог органа или читавог организма. Метода се карактерише минимално инванзивним третманом (мањим болом него код отворених операција), брзим временом опоравка, мањим ризиком, мањим трошковима лечења. Може се употребити скоро у свакој специјалистичкој области.

## Основни принципи
Извођење, се одвија под контролом радиолошких метода (радиоскопија, ултразвук, компјутеризована томографија). У том смислу један од главних предуслова за успешно извођења метода интервентне радиологије је добро познавање радиолошких техника визуелизације.
Сврха интервентне радиолошке методе ја да се задати дијагностички или терапијски циљ постигне применом што је могуће мање инвазивне технике уз смањење ризика по болесника и убрзавање његовог повратка у свакодневне начине живота.
Док су поједине технике релативно једноставне (нпр, биопсија јетре вођена ултразвуком), друге могу бити компликоване (нпр. перкутана транслуминална ангиопластика, емболотерапија крварења и др) и захтевају изванредно дијагностичко искуство, као и познавање бројних манипулативних техника.
Свим наведеним захтевима најбоље одговара искусан и образован радиолог, који треба да у свом раду тесно сарађује са колегама других радиолошким супспецијалности, али и са лекарима других области медицине.

## Начини извођења
Према начину рада може бити неваскуларна и васкуларна.

### Неваскуларна интервентна радиологија
Циљане биопсије
Перкутане пункције, дренажа и склерозација
Дилатације и имплантација ендопротеза
Декомпресије и екстракције

### Васкуларна интервентна радиологија
Дилатација крвних судова - ПТА, ПТЦА
Имплантација васкуларних ендопротеза
Транскатетерска терапијска емболизација
Инфузиона терапија
Екстракција васкуларних страних тела